# Sofia Konukh
Sofia Evgenevna Konukh (em russo:  Софья Евгеньевна Конух; Tcheliabinsk, 9 de março de 1980) é uma jogadora de polo aquático russa, medalhista olímpica.

## Carreira
Konukh disputou quatro edições de Jogos Olímpicos pela Rússia: 2000, 2004, 2008 e 2012.  Seu melhor resultado foi a medalha de bronze nos Jogos de Sydney, em 2000.